# Plasmopara geranii
Plasmopara geranii (Peck) Berl. & De Toni  – gatunek grzybopodobnych lęgniowców z rodziny wroślikowatych. Grzyb mikroskopijny, pasożyt roślin z rodzaju bodziszek (Geranium). U porażonych roślin wywołuje chorobę zwaną mączniakiem rzekomym. 

## Systematyka i nazewnictwo
Pozycja w klasyfikacji według Index Fungorum: Plasmopara, Peronosporaceae, Peronosporales, Peronosporidae, Peronosporea, Incertae sedis, Oomycota, Chromista.
Po raz pierwszy zdiagnozował go w 1863 r. Charles Horton Peck nadając mu nazwę Peronospora geranii. Obecną, uznaną przez Index Fungorum nazwę nadali mu Augusto Napoleone Berlese i Giovanni Battista de Toni w 1888 r.
Synonimy:
- Peronospora geranii Peck 1876
- Rhysotheca geranii (Peck) G.W. Wilson 1907

## Charakterystyka
Endobiont, rozwijający się wewnątrz tkanek roślin.  Tworzy pomiędzy ich komórkami strzępki z niewielkimi ssawkami pobierające potrzebne mu składniki. Ze strzępek tych wyrastają słabo rozgałęzione sporangiofory. Na ich szczycie znajdują się bezbarwne, mniej więcej okrągłe zarodnie pływkowe z dobrze wykształconymi brodawkami. Przez brodawki te wydostają się zoospory. Lęgnie  zbudowane z wielu bezbarwnych warstw. Powstają w nich żółtawe oospory.

## Występowanie
W Polsce do 2003 r. podano jedno tylko stanowisko tego gatunku na bodziszku kosmatym Geranium molle (Słowiński Park Narodowy, 1999 r.). Na bodziszkach występują jeszcze inne gatunki Plasmopara. W Polsce na kilku gatunkach tych roślin dość często występuje Plasmopara pusilla. Rozróżnienie P. geranii i P. pusilla możliwe jest tylko przez mikroskop.